# Insuetifurca austronipponica
Espèce
Insuetifurca austronipponica est une espèce de tardigrades de la famille des Macrobiotidae.

## Distribution
Cette espèce est endémique de Kakeromajima dans l'archipel Nansei au Japon.

## Étymologie
Son nom d'espèce, composé de austro, le Sud et de nipponica, le Japon, lui a été donné en référence au lieu de sa découverte, le Sud du Japon.

## Publication originale
- Abe, 2005 : Insuetifurca austronipponica, a new tardigrade (Eutardigrada: Macrobiotidae) from Kagoshima, southern Japan. Zoological Science (Tokyo), vol. 22, no 11, p. 1295-1299.